# ميخائيل مانينغ
ميخائيل مانينغ (بالإنجليزية: Michael Manning)‏ هو كاتب أمريكي، ولد في 1963 في كوينز في الولايات المتحدة.